# 王以哲
王以哲（1896年—1937年2月2日），原名王海山，字鼎芳，男，吉林宾州人，中华民国东北军將領。

## 生平

### 早年
1896年，王海山生于吉林省宾州厅城池东偏脸子屯（今黑龙江省宾县宾州镇新立村东偏脸子屯）。1911年，入宾州府中学堂就學，民國元年（1912），考入吉林省陸軍小學堂，改名王以哲。民國七年（1918），考入保定陸軍軍官學校第八期步兵科。民國十一年（1922）毕业后，原被編入直系軍閥王承斌指揮的陸軍第二十三師擔任見習排長，但基於省籍情節王以哲棄職返回東北，透過保定軍校同學王瑞華的關係結識張學良，受張學良延攬進入東北軍服役。
入職東北軍時，張學良正大量招攬正規軍校畢業生整訓奉軍，王以哲因此進入奉天陸軍軍士教導隊協助張學良整頓奉軍教學訓練，在军士教导队工作期间，王以哲著有《步兵操典详解》一书，是当时东北军初级军官喜欢阅读的书籍之一。由於在教導隊的教學成效優良，在民國十四年（1925）王以哲被拔擢為教導隊第三營少校營長。
1925年，郭松龄“倒戈反奉”之时，王以哲所在的教導隊在張作霖指示下，緊急整合擴編為混成旅，並晉升王為上校團長，部隊開拔至赴兴隆店、巨流河一带阻击郭松龄部向东进攻。構築防線的同時，王以哲向混成旅旅長，同時也是軍士教導隊隊附（教導隊實質營運主管）王瑞華提议将铁路沿线的水塔全部破坏，这导致郭松龄的指揮所因火车缺水而无法前进，成功滯遲郭松齡部隊的進軍進度，从而使郭松齡指揮的反張叛軍失去了最佳機會，並導致郭松龄叛變失败。
因殲滅叛軍作戰有功，混成旅被正式改編為東北陸軍第二十七補充旅，旅長仍然由王瑞華擔任，王以哲擔任該旅下屬之東北陸軍第39團上校團長。民國十五年（1926），王以哲以“讨赤”的名义率部进入山海关内，参与进攻冯玉祥的南口战役。39团在此戰役担任主攻，最终获胜。
南口戰役後，1926年9月，張學良的衛隊隊長姜化南在外派整編其它奉軍部隊其間遭到該部隊不滿的下屬謀殺。失去親信指揮官的張學良在清點與自己關係友善且能力優秀的奉系軍官後，決定調動王以哲到他的直屬衛隊擔任衛隊指揮官。該衛隊在民國十六年（1927）6月擴充為衛隊旅，王以哲晉升少將旅長。此後王以哲成為張學良的親信部隊指揮官，追隨張學良在各地奮戰。

### 經歷
民國十七年（1928）初，入關的衛隊旅因為作戰需求擴編為陸軍第十九師，王以哲因此晉升為該師中將師長。在張作霖遭暗殺後，奉軍主力調回關外，部隊整編，同年7月十九師縮編為東北陸軍獨立步兵第一旅，王以哲續任該旅中將旅長。同年底，东北易帜，東北陸軍獨立第一旅更名為國民革命軍陸軍獨立第七旅，王以哲續任該旅中將旅長，驻沈阳北大营。1931年九一八事变时，日军首先袭击的就是第七旅，当时王以哲不在营中，而是住在市内的家中。
1932年夏，调任国民政府军事委员会北平分会第一处中将处长，并兼任國民革命軍第107師师长。1933年，升任由東北軍編制之國民革命軍六十七軍军长。
1933年4月，张学良下野，何应钦接任国民政府军事委员会北平分会委员长，调六十七军王以哲部至滦东地区（军部设在迁安县榛子镇），协同二十九军宋哲元部在长城各口同日军作战。后来，中日双方签订《塘沽协定》，长城抗战结束。1933年秋，六十七军全部开赴京汉线的驻马店、确山、信阳地区接受整训。　
1934年，王以哲率六十七军全部开赴湖北省孝感、麻城一带，此后曾同红二十五军徐海东部作战，所属115师（师长姚东藩）的一个团遭红军消灭。
1935年，六十七军调往陕北洛川、肤施地区，所属國民革命軍第110師何立中部在甘泉、大、小劳山战役中遭红军消灭，师长何立中阵亡，六十七军主力被包围。10月29日，榆林桥战役中，107師下屬之619團被全歼。此时，之前在洛川、榆林桥战役中被红军俘虏的一O七师六一九团团长高福源自陕北苏区瓦窑堡被释放返回六十七军，见到军长王以哲，传达中共中央的抗日民族统一战线政策。后来，王以哲建议张学良与红军合作，并命高福源晋见张学良。 1936年3月，张学良赴洛川六十七军军部同中共代表李克农进行会谈。同年4月9日，张学良同周恩来在肤施庙儿沟天主堂见面，王以哲以及中共方面的刘鼎、李克农均在座。同年9月间，王以哲接到毛泽东的一封来信。
1936年西安事变后，张学良送蒋介石回南京，随即被蒋介石扣押。王以哲成为东北军的核心人物。他认为应当力争和平解决，通过谈判营救张学良，反对打内战。他对一些东北军少壮派军官的内战主张及活动颇觉反感。蒋介石回到南京后，致电杨虎城暨东北军将领，要求释放西安事变时被扣押的蒋鼎文、陈诚、卫立煌三人。王以哲认为，既然要释放三人，其余被扣押的中央大员及被扣的50架战斗机暨机组人员也可一起释放，表示东北军将领希望团结，服从蒋介石委员长，有利于争取张学良获释回西安。

### 逝世
1937年2月1日夜，东北军主战的少壮派军官孙铭九（张学良卫队团团长）、应德田（张学良私人秘书）、刘启文（115師師長）、张政枋（总部粮食处处长）、杜维纲（32兵团长）、刘佩伟（炮兵第十一團团长）、何镜华等人，在陈旭东（总部外二科主管部队调查）家开会，讨论西安事变善后事宜。会上，应德田提出应当追查释放陈诚等中央军政大员并放走被扣的50架战斗机的罪魁祸首王以哲的责任，并拟出暗杀王以哲、何柱国等人的计划。孙铭九、应德田派卫队团团附贾国辅率队，派抗日先锋队一支队连长于文俊以王以哲学生的身份，于2月2日赴西安南苑门粉巷胡同王军长公馆拜谒王以哲。当时，王以哲因患感冒而卧床休息。于文俊等人进门后，当场枪击王以哲，王以哲中九弹而死。同时遭到杀害的还有总部参谋处长徐方、副官处处长宋学礼等人。杀害王以哲之后，杀手们又赴新城大楼的西安绥靖公署，企图杀害东北军骑兵军军长何柱国，幸经杨虎城劝阻，何柱国才幸免于难。